# Pavel Nedvěd
Pavel Nedvěd [ˈpavɛl ˈnɛdvjɛt] (Cheb, Región de Karlovy Vary, Checoslovaquia, 30 de agosto de 1972) es un exfutbolista checo. Se desempeñaba en la posición de centrocampista. Es considerado uno de los mejores futbolistas de finales de los años 90 y durante la década de los 2000.
Nedvěd comenzó su carrera profesional en el Dukla Praga, club al que llegó en 1990 y con el cual obtuvo su primer título nacional. Dos años más tarde fue fichado por el Sparta Praga, logrando tres títulos más. En 1996 llegó a Italia para formar parte de la plantilla de la S. S. Lazio, equipo en el que permaneció hasta el año 2001 y en el que obtuvo dos Copas de Italia, dos Supercopas de Italia y un título de Serie A, además de una Recopa y una Supercopa de la UEFA.
Después de su paso por el equipo romano, Pavel fue traspasado a la Juventus F. C. para ocupar el puesto de Zinedine Zidane que había sido fichado por el Real Madrid. En la escuadra turinesa consiguió dos Supercopas de Italia, dos títulos de Serie A y un campeonato de Serie B. Con 327 presencias con la camiseta bianconera es el tercer futbolista de origen no italiano con la mayor cantidad de encuentros disputados.
Con la selección de fútbol de la República Checa participó en una Copa Mundial de Fútbol y en tres ediciones de la Eurocopa, siendo su mejor resultado el subcampeonato obtenido en la Eurocopa 1996. En el año 2003, fue premiado por la revista France Football con el Balón de Oro y en 2004 fue incluido en la lista de Futbolistas FIFA 100. Así mismo obtuvo diversos títulos individuales como el Balón de Oro de la República Checa, el Guerin de Oro, el Premio Sportske Novosti y el Golden Foot, entre otros.

## Trayectoria como futbolista

### Clubes

#### Inicios y debut en el Dukla Praga
Nedvěd comenzó a practicar fútbol a la edad de 5 años cuando sus padres lo inscribieron en el club juvenil T. J. Skalná en el cual aprendió los fundamentos básicos del fútbol. Cuando tenía 13 años de edad se mudó al club de su ciudad natal el R. H. Cheb. Sin embargo los años siguientes no fueron muy estables para Nedvěd, pues tuvo que cambiarse nuevamente de equipo, primero al Viktoria Pilsen donde permaneció por unas pocas temporadas y luego al V. T. J. Tábor durante un corto tiempo. En 1990 llegó al Dukla Praga equipo con el que debutó como futbolista profesional al año siguiente anotando tres goles en diecinueve encuentros.

#### Sparta Praga
En la temporada subsecuente fichó por el Sparta Praga equipo en el que permaneció durante cuatro temporadas. En su primera campaña con el Sparta Praga participó por primera vez en un torneo internacional de clubes, la Recopa de Europa 1992-93 enfrentando en los dieciseisavos de final al Airdrieonians F. C. de Escocia al que derrotaron por 1:0 en el encuentro de ida y 2:1 en el encuentro de vuelta. En la siguiente fase superaron por marcador global de 4:2 al Werder Bremen de Alemania y finalmente fueron eliminados en los cuartos de final por el Parma F. C. de Italia. En la liga doméstica obtuvo su primer título nacional tras sumar cuarenta y ocho puntos, cinco más que el Slavia Praga que ocupó la segunda posición. En la temporada 1993-94 disputó veintitrés encuentros y anotó tres goles en la liga local y el Sparta Praga se alzó nuevamente con el título tras dieciocho victorias, nueve empates y tres derrotas. Mientras que en la Liga de Campeones de la UEFA 1993-94 el Sparta superó en los dieciseisavos de final al A. I. K. Estocolmo, aunque fueron eliminados en la siguiente ronda por el R. S. C. Anderlecht de Bélgica.
La campaña 1994-95 fue un año en el que se combinaron buenos y malos resultados dentro de los campos de juego. Por una parte Nedvěd junto con su club se coronaron bicampeones de la Gambrinus liga con seis puntos de ventaja sobre el segundo lugar. Todo lo contrario sucedió en la Liga de Campeones pues fueron eliminados en la ronda previa por el I. F. K. Göteborg de Suecia (victoria 1:0 en la ida y derrota 2:0 en la vuelta) con Pavel disputando ambos encuentros. La temporada 1995-96, la última de Pavel en la República Checa fue la más productiva, anotó catorce goles en treinta encuentros de la liga. La misma situación ocurrió en la Copa de la UEFA 1995-96, marcó cinco goles en ocho encuentros y el Sparta avanzó hasta los octavos de final tras haber eliminado previamente al Galatasaray S. K. (4:2), Silkeborg Idrætsforening (2:2) (v) y Zimbru Chișinău (6:3). Esa misma temporada el Sparta obtuvo por primera vez la Copa de la República Checa tras superar en la final al F. K. Drnovice por marcador de 4:0.

#### S. S. Lazio
Gracias al buen desempeño con su selección en la Eurocopa 1996 Pavel Nedvěd fichó por la S. S. Lazio a pesar de haber tenido un acuerdo con el P. S. V. Eindhoven. Su debut con el equipo romano en la Serie A se produjo el 7 de septiembre de 1996 en la victoria del Bologna F. C. sobre su equipo por 1:0. Durante esta misma temporada anotó siete goles en treinta y dos encuentros de liga, además marcó un gol más en la Copa Italia, donde la Lazio logró avanzar hasta los cuartos de final siendo eliminados por el S. S. C. Napoli. Mientras que en la Copa de la UEFA la Lazio se enfrentó en los treintaidosavos de final al Racing Club de Lens al que vencieron por marcador de 2:1. Posteriormente fue eliminada de la competencia en los dieciseisavos de final por el Club Deportivo Tenerife por marcador global de 5:4.
En su segunda temporada con la Lazio obtuvo su primer título italiano, la Copa Italia tras superar en la final al A. C. Milan por 3:2 en el marcador global. En la Copa de la UEFA anotó dos goles en once encuentros y consiguieron avanzar hasta la final del torneo donde enfrentaron al Inter de Milán. El encuentro final se disputó el 6 de mayo de 1998 en el Parque de los Príncipes y el equipo romano fue derrotado por 3:0. En la liga la Lazio ocupó el séptimo lugar logrando la clasificación a la Recopa de Europa de la siguiente temporada. De la cual se coronaron campeones al derrotar en la final disputada en el Estadio Villa Park al Real Club Deportivo Mallorca de España por 2:1 gracias a una anotación conseguida por Pavel Nedvěd a falta de nueve minutos para la finalización del encuentro. Ese mismo año obtuvo su primera Supercopa de Italia al derrotar a la Juventus F. C. por 2:1 en el Stadio delle Alpi con un gol del checo en el minuto 38. Mientras que en el campeonato de Serie A, la Lazio consiguió veinte victorias, nueve empates y cinco derrotas y ocupó la segunda posición a un solo punto del campeón A. C. Milan.
En la temporada 1999-00 la Lazio obtuvo la Supercopa de la UEFA al derrotar por 1:0 al Manchester United, con Nedvěd en el campo de juego hasta el minuto 66, momento en el cual fue sustituido por Simone Inzaghi. En Italia el equipo biancocelesti logró el doblete, obtuvo los títulos de la liga con setenta y dos puntos y la Copa Italia venciendo en la final al Inter de Milán por 2:1 con un gol de Nedvěd en el encuentro de ida. Esa misma temporada la Lazio participó en la Liga de Campeones de la UEFA 1999-2000 y formó parte del grupo A junto con el Dinamo de Kiev, Bayer Leverkusen y N. K. Maribor. Al finalizar la ronda de grupos la escuadra romana ocupó el primer lugar con catorce puntos. Logrando de esta manera avanzar a los octavos de final siendo agrupados junto con el Chelsea F. C., Feyenoord de Róterdam y Olympique de Marsella. Nuevamente la Lazio ocupó el primer lugar de su grupo, esta vez con once puntos y enfrentó en los cuartos de final al Valencia C. F. siendo eliminados por marcador global de 5:3.
La temporada 2000-01 se inició para la Lazio obteniendo su segundo título en la Supercopa de Italia venciendo al Inter de Milán por 4:3. Durante esta temporada Pavel Nedvěd disputó treinta y un encuentros y anotó nueve goles en la liga y la Lazio ocupó la tercera posición con sesenta y nueve puntos. En la Copa Italia anotó un gol en cuatro encuentros y avanzaron hasta los cuartos de final donde fueron eliminados por el Udinese Calcio. A nivel internacional disputó nuevamente la Liga de Campeones y anotó dos goles en la primera fase de la ronda de grupos, uno ante el Shajtar Donetsk y el otro ante el Arsenal F. C. En la segunda fase de grupos anotó un gol más en el empate 2:2 ante el Real Madrid, aunque no fue suficiente para avanzar a la siguiente ronda.

#### Juventus F. C.
Después de cinco temporadas con el equipo romano fue transferido a la Juventus F. C. por 42 millones de euros. Inicialmente, el técnico Marcello Lippi alineó a Nedvěd como volante exterior por la izquierda, aunque no se adaptó rápidamente a su nueva posición. Su primer gol con el equipo bianconero lo anotó el 1 de diciembre de 2001 en un encuentro por la trigésima jornada de la Serie A ante el Perugia Calcio. Tras una increíble remontada de la Juventus sobre el Inter de Milán, la vecchia signora obtuvo el campeonato a falta de una sola jornada y Pavel cerró la temporada anotando cuatro goles en treinta y dos encuentros. Ese mismo año la Juventus consiguió la Supercopa de Italia, tras vencer por 2:1 al Parma F. C. En su segunda temporada con la Juventus, obtuvo nuevamente los títulos de la Serie A y la Supercopa de Italia, el primero de ellos con setenta y dos puntos, y el segundo venciendo en la final al A. C. Milan por 6:4 en tanda de penales en el Giants Stadium de la ciudad de Nueva Jersey.
Mientras que en la Liga de Campeones anotó su primer gol con la Juventus en un torneo internacional ante el Dinamo de Kiev en la victoria de los bianconeros por 5:0. En los cuartos de final volvió a anotar un gol esta vez ante el F. C. Barcelona en el encuentro de vuelta disputado en el Camp Nou. En las semifinales la Juventus se enfrentó al Real Madrid, el encuentro de ida finalizó 2:1 a favor de los merengues, mientras que en el encuentro de vuelta la Juventus venció por 3:1 (el tercer gol fue obra suya), logrando su pase a la final, aunque Nedvěd no fue tomado en cuenta debido a acumulación de tarjetas. Su desempeño individual en el torneo continental lo hizo ser galardonado con el Balón de Oro del fútbol europeo ese año. Con la llegada de Fabio Capello al banquillo juventino, las siguientes temporadas fueron de altibajos para Nedvěd, que logró anotar solo dieciocho goles en tres temporadas en la Serie A y siete goles en tres ediciones de la Liga de Campeones.
A pesar de esto obtuvo con la Juventus los títulos de las temporadas 2004-05 y 2005-06, los cuales finalmente fueron revocados al club. Debido al escándalo de manipulación de encuentros la Juventus descendió a la Serie B. Nedvěd fue uno de los pocos futbolistas que se quedaron en el equipo, junto con Gianluigi Buffon, Alessandro Del Piero, David Trezeguet y Mauro Camoranesi. Durante la permanencia de la Juventus en la Serie B, disputó treinta y tres encuentros y anotó once goles, mientras que en la Copa Italia consiguió marcar un gol en tres encuentros. El 19 de mayo de 2007 la Juventus logró matemáticamente su regreso a la Serie A y el 12 de julio de 2007 renovó su contrato por un año más. El 19 de diciembre de 2007, disputó su encuentro #300 con la camiseta bianconera ante el Atalanta B. C. además en dicho encuentro anotó un gol de tiro libre.

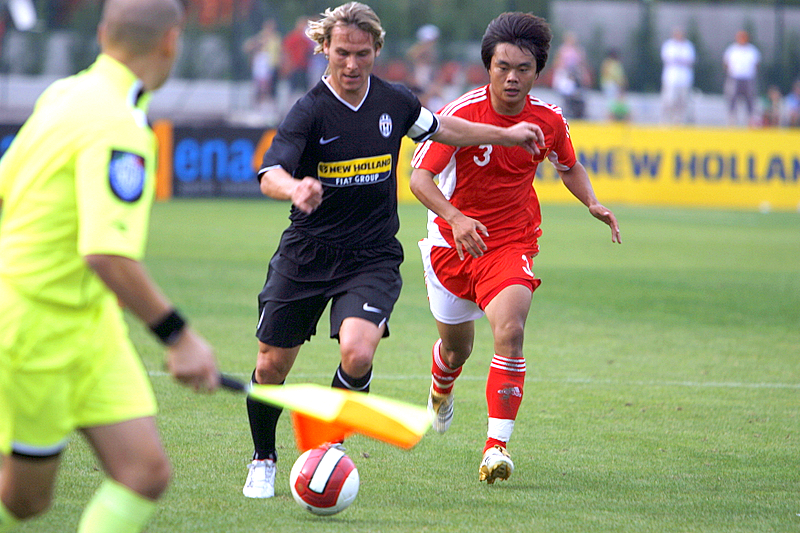
Pavel Nedvěd durante un encuentro amistoso con la Juventus.

Durante la temporada 2007-08 Nedvěd con 35 años de edad anotó dos goles en treinta y un encuentros en la liga, mientras que marcó un gol más en la Copa Italia. A pesar de haber anunciado repetidamente su voluntad de retirarse del fútbol, el 13 de mayo de 2008 renovó su contrato con la Juventus por un año más hasta el 30 de junio de 2009. El 17 de septiembre de 2008, la Juventus regresó a la Liga de Campeones de la UEFA después de dos años de ausencia, debutando ante el Zenit de San Petersburgo de Rusia con victoria para la Juventus por 1:0 con gol de tiro libre de Alessandro Del Piero.
Finalmente, luego de tres victorias y tres empates, los bianconeros ocuparon el primer lugar de su grupo, enfrentándose en los octavos de final al Chelsea F. C.. El 26 de febrero de 2009, al día siguiente del encuentro de ida ante el equipo inglés, Pavel Nedvěd anunció su retiro de la actividad futbolística al final de la temporada. El 10 de marzo de 2009, durante el encuentro de vuelta ante los blues disputado en Turín Nedvěd sufrió una lesión y tuvo que abandonar el campo de juego a los 13 minutos del primer tiempo. El Chelsea obtuvo el pase a los cuartos de final tras vencer a la Juventus por marcador global de 3:2.
Una vez recuperado regresó al club el 22 de marzo de 2009 para enfrentar a la A. S. Roma anotándoles un gol de tiro libre en la victoria de la vecchia signora por 4:1. El 31 de mayo de 2009, anunció nuevamente su retiro del fútbol profesional, y un día después disputó su último encuentro con la camiseta bianconera ante su exequipo, la S. S. Lazio. En aquel encuentro fue sustituido por Tiago Mendes en el minuto 83, y recibió una gran ovación por parte de los tifosi presentes en el Estadio Olímpico de Turín.

## Selección nacional

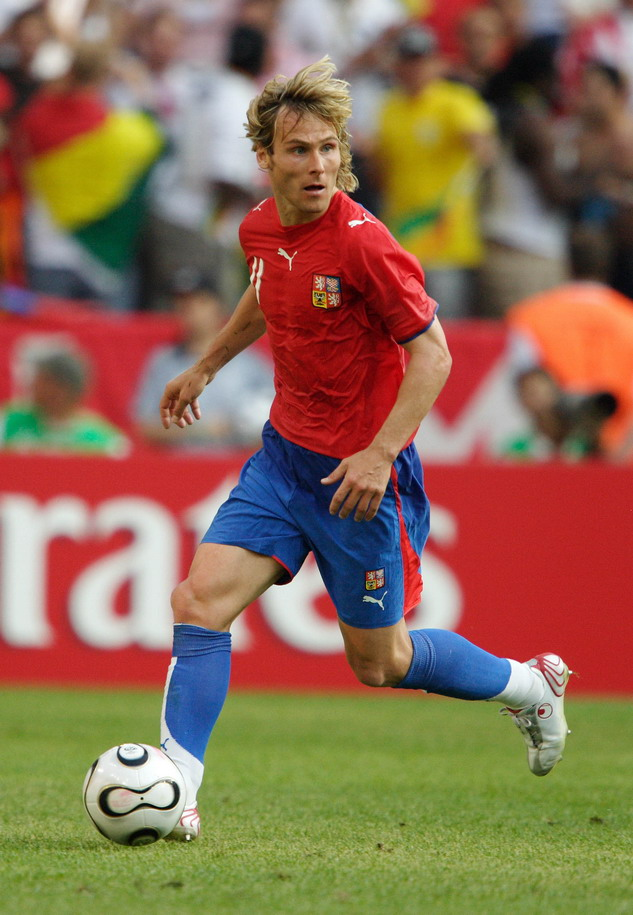
Nedvěd disputando un partido en la Copa Mundial de Fútbol de 2006.

Fue internacional con la selección de fútbol de la República Checa en noventa y un ocasiones y marcó dieciocho goles. Su debut se produjo el 5 de junio de 1994 en un encuentro ante la selección de Irlanda que finalizó 3:1 a favor de la República Checa. Fue convocado por el técnico Dušan Uhrin para la Eurocopa 1996 jugada en Inglaterra, en la cual disputó los tres encuentros de la primera fase de titular y anotó un gol ante Italia. En los cuartos de final República Checa se enfrentó a Portugal venciéndolos por 1:0, aunque sin Nedvěd en el campo de juego. En las semifinales anotó nuevamente un gol esta vez frente a Francia en tanda de penaltis.
En la final ante Alemania el encuentro finalizó 2:1 a favor de los alemanes. Obteniendo así los checos el subcampeonato del torneo. Formó parte de la plantilla que participó en la Eurocopa 2000 siendo eliminados en la primera fase tras dos derrotas (1:0 ante los Países Bajos; 2:1 ante Francia) y una victoria (2:0 sobre Dinamarca). Fue nuevamente llamado a la selección para participar en la Eurocopa 2004 donde los checos fueron eliminados en las semifinales al caer por 1:0 ante Grecia, que finalmente obtuvo el campeonato tras vencer en la final a Portugal por el mismo resultado. Pese a que no pudo jugar la totalidad de ese último partido, fue incluido dentro del once ideal del torneo.
Al finalizar la Eurocopa decidió renunciar temporalmente al seleccionado debido a una lesión sufrida en la rodilla derecha. Regresó a la selección en la Copa Mundial de Fútbol de 2006, en la que formó parte del grupo E junto con Ghana, Italia y los Estados Unidos, siendo eliminados tras dos derrotas (2:0 ante Ghana; 2:0 ante Italia) y una victoria (3:0 sobre Estados Unidos), con Pavel Nedvěd de titular y oficiando como capitán en los tres encuentros. Nedvěd desilusionado por no haber avanzado de la primera fase en el mundial decidió abandonar la selección de manera definitiva para darle la oportunidad a futbolistas más jóvenes. Su despedida con la camiseta de la selección nacional se produjo el 16 de agosto de 2006 en encuentro amistoso ante Serbia.

#### Participaciones en Copas del Mundo
| Copa                           | Sede     | Resultado    | Partidos | Goles |
| ------------------------------ | -------- | ------------ | -------- | ----- |
| Copa Mundial de Fútbol de 2006 | Alemania | Primera fase | 3        | 0     |

#### Participaciones en Eurocopas
| Copa          | Sede                   | Resultado    | Partidos | Goles |
| ------------- | ---------------------- | ------------ | -------- | ----- |
| Eurocopa 1996 | Inglaterra             | Subcampeón   | 5        | 1     |
| Eurocopa 2000 | Bélgica y Países Bajos | Primera fase | 3        | 0     |
| Eurocopa 2004 | Portugal               | Tercer lugar | 4        | 0     |

#### Participaciones en Copas Confederaciones
| Copa                      | Sede           | Resultado    | Partidos | Goles |
| ------------------------- | -------------- | ------------ | -------- | ----- |
| Copa Confederaciones 1997 | Arabia Saudita | Tercer lugar | 5        | 2     |

### Estilo de juego
Jugador completo, tenaz y consistente con los dos pies, a lo largo de su carrera Nedvěd jugó frecuentemente como centrocampista ofensivo por la banda izquierda o como extremo izquierdo, debido a su capacidad de cruce con el pie izquierdo, así como por su habilidad para cortar hacia dentro y disparar con el pie derecho, aunque era capaz de jugar en cualquier parte del centro del campo por su capacidad de trabajo ofensivo y defensivo, así como por su versatilidad, su físico y su capacidad para encarar, lo que le permitía iniciar jugadas de ataque tras recuperar la posesión. En ocasiones, también se desempeñó como mediocampista central, así como en un rol de mediocampista ofensivo y creador de juego, o como segundo delantero, donde se destacó como asistente debido a su excelente capacidad de regate, rango de pase y visión. Conocido principalmente por sus potentes disparos y voleas desde lejos, así como por su resistencia, era también un jugador dinámico, que destacaba por su velocidad, aceleración, resistencia, técnica y capacidad goleadora, que a menudo le permitía llevar el balón y emprender carreras desde el centro del campo. También era un preciso lanzador de tiros libres y penaltis.
Conocido por su larga melena rubia, que le hacía muy reconocible sobre el terreno de juego, Nedvěd recibió el apodo de Furia Checa, por parte de los aficionados italianos, que destacaron su habilidad, consistencia y brío, así como su resistencia, velocidad, potencia y determinación. En los medios de comunicación de lengua inglesa, le llamaban el Cañón checo. Su exentrenador en la Lazio, Sven-Göran Eriksson, lo describió como «un centrocampista atípico, totalmente completo». A pesar de su habilidad, el estilo de juego tenaz de Nedvěd y su historial disciplinario también le llevaron a ser criticado por algunas personas en el deporte, que lo acusaron de ser excesivamente imprudente en sus entradas y de caer al suelo con demasiada facilidad cuando lo desafiaban.

## Estadísticas

#### Clubes
La siguiente tabla detalla los encuentros disputados y los goles anotados por Pavel Nedvěd en los clubes en los que jugó.
| Dukla Praga Checoslovaquia     |               |               |     |     |    |    |     |     |     |      |      |
| 1.ª                            | 1991-92       | 19            | 3   | 0   | 0  | 0  | 0   | 19  | 3   | 0,16 |      |
| Total club                     | Total club    | 19            | 3   | 0   | 0  | 0  | 0   | 19  | 3   | 0,16 |      |
| Sparta Praga · República Checa |               |               |     |     |    |    |     |     |     |      |      |
| 1.ª                            | 1992-93       | 18            | 0   | 0   | 0  | 5  | 0   | 23  | 0   | 0    |      |
| 1.ª                            | 1993-94       | 23            | 3   | 0   | 0  | 4  | 0   | 27  | 3   | 0,11 |      |
| 1.ª                            | 1994-95       | 27            | 6   | 0   | 0  | 2  | 0   | 29  | 6   | 0,21 |      |
| 1.ª                            | 1995-96       | 30            | 14  | 0   | 0  | 8  | 5   | 38  | 19  | 0,50 |      |
| Total club                     | Total club    | 98            | 23  | 0   | 0  | 19 | 5   | 117 | 28  | 0,24 |      |
| S. S. Lazio · Italia           |               |               |     |     |    |    |     |     |     |      |      |
| 1.ª                            | 1996-97       | 32            | 7   | 3   | 1  | 3  | 2   | 38  | 10  | 0,26 |      |
| 1.ª                            | 1997-98       | 26            | 11  | 6   | 2  | 11 | 2   | 43  | 15  | 0,35 |      |
| 1.ª                            | 1998-99       | 21            | 1   | 5   | 1  | 8  | 4   | 34  | 6   | 0,18 |      |
| 1.ª                            | 1999-00       | 28            | 5   | 6   | 1  | 13 | 1   | 47  | 7   | 0,15 |      |
| 1.ª                            | 2000-01       | 31            | 9   | 4   | 1  | 10 | 3   | 45  | 13  | 0,29 |      |
| Total club                     | Total club    | 138           | 33  | 24  | 6  | 45 | 12  | 207 | 51  | 0,25 |      |
| Juventus F. C. · Italia        |               |               |     |     |    |    |     |     |     |      |      |
| 1.ª                            | 2001-02       | 32            | 4   | 4   | 0  | 7  | 0   | 43  | 4   | 0,09 |      |
| 1.ª                            | 2002-03       | 29            | 9   | 2   | 0  | 15 | 5   | 46  | 14  | 0,30 |      |
| 1.ª                            | 2003-04       | 30            | 6   | 5   | 0  | 6  | 2   | 41  | 8   | 0,20 |      |
| 1.ª                            | 2004-05       | 27            | 7   | 1   | 0  | 10 | 3   | 38  | 10  | 0,26 |      |
| 1.ª                            | 2005-06       | 33            | 5   | 5   | 0  | 8  | 2   | 46  | 7   | 0,15 |      |
| 2.ª                            | 2006-07       | 33            | 11  | 3   | 1  | 0  | 0   | 36  | 12  | 0,33 |      |
| 1.ª                            | 2007-08       | 31            | 2   | 2   | 1  | 0  | 0   | 33  | 3   | 0,09 |      |
| 1.ª                            | 2008-09       | 32            | 7   | 3   | 0  | 9  | 0   | 44  | 7   | 0,16 |      |
| Total club                     | Total club    | 247           | 51  | 25  | 2  | 55 | 12  | 327 | 65  | 0,20 |      |
| Total carrera                  | Total carrera | Total carrera | 502 | 110 | 49 | 8  | 119 | 29  | 670 | 147  | 0,22 |
| 1. 2. 3.                       |               |               |     |     |    |    |     |     |     |      |      |

#### Selección nacional
| \| Fecha \| Ciudad \| Local \| Resultado \| Visitante \| Competencia \| Goles \| \| ---------- \| ---------------- \| ---------------------- \| --------- \| -------------------- \| ------------------------------ \| ----- \| \| 05-06-1994 \| Dublín \| Irlanda \| 1-3 \| República Checa \| Amistoso \| 0 \| \| 16-08-1995 \| Oslo \| Noruega \| 1-1 \| República Checa \| Clasificación Eurocopa 1996 \| 0 \| \| 06-09-1995 \| Praga \| República Checa \| 2-0 \| Noruega \| Clasificación Eurocopa 1996 \| 0 \| \| 07-10-1995 \| Minsk \| Bielorrusia \| 0-2 \| República Checa \| Clasificación Eurocopa 1996 \| 0 \| \| 15-11-1995 \| Praga \| República Checa \| 3-0 \| Luxemburgo \| Clasificación Eurocopa 1996 \| 0 \| \| 26-03-1996 \| Ostrava \| República Checa \| 3-0 \| Turquía \| Amistoso \| 0 \| \| 24-04-1996 \| Praga \| República Checa \| 2-0 \| Irlanda \| Amistoso \| 0 \| \| 29-05-1996 \| Salzburgo \| Austria \| 1-0 \| República Checa \| Amistoso \| 0 \| \| 01-06-1996 \| Basilea \| Suiza \| 1-2 \| República Checa \| Amistoso \| 0 \| \| 09-06-1996 \| Mánchester \| Alemania \| 2-0 \| República Checa \| Eurocopa 1996 \| 0 \| \| 14-06-1996 \| Liverpool \| República Checa \| 2-1 \| Italia \| Eurocopa 1996 \| 1 \| \| 19-06-1996 \| Liverpool \| Rusia \| 3-3 \| República Checa \| Eurocopa 1996 \| 0 \| \| 26-06-1996 \| Mánchester \| Francia \| 0-0 / 5-6 \| República Checa \| Eurocopa 1996 \| 0 \| \| 30-06-1996 \| Londres \| Alemania \| 2-1 \| República Checa \| Eurocopa 1996 \| 0 \| \| 18-09-1996 \| Teplice \| República Checa \| 6-0 \| Malta \| Clasificación Mundial 1998 \| 1 \| \| 09-10-1996 \| Praga \| República Checa \| 0-0 \| España \| Clasificación Mundial 1998 \| 0 \| \| 10-11-1996 \| Belgrado \| Serbia \| 1-0 \| República Checa \| Clasificación Mundial 1998 \| 0 \| \| 26-02-1997 \| Poděbrady \| República Checa \| 4-1 \| Bielorrusia \| Amistoso \| 0 \| \| 02-04-1997 \| Praga \| República Checa \| 1-2 \| Serbia \| Clasificación Mundial 1998 \| 0 \| \| 08-06-1997 \| Valladolid \| España \| 1-0 \| República Checa \| Clasificación Mundial 1998 \| 0 \| \| 20-08-1997 \| Teplice \| República Checa \| 2-0 \| Islas Feroe \| Clasificación Mundial 1998 \| 0 \| \| 26-08-1997 \| Bratislava \| Eslovaquia \| 2-1 \| República Checa \| Clasificación Mundial 1998 \| 0 \| \| 13-12-1997 \| Riad \| Sudáfrica \| 2-2 \| República Checa \| Copa Confederaciones 1997 \| 0 \| \| 15-12-1997 \| Riad \| República Checa \| 1-2 \| Uruguay \| Copa Confederaciones 1997 \| 0 \| \| 17-12-1997 \| Riad \| Emiratos Árabes Unidos \| 1-6 \| República Checa \| Copa Confederaciones 1997 \| 2 \| \| 19-12-1997 \| Riad \| Brasil \| 2-0 \| República Checa \| Copa Confederaciones 1997 \| 0 \| \| 21-12-1997 \| Riad \| República Checa \| 1-0 \| Uruguay \| Copa Confederaciones 1997 \| 0 \| \| 19-08-1998 \| Praga \| República Checa \| 1-0 \| Dinamarca \| Amistoso \| 0 \| \| 06-09-1998 \| Toftir \| Islas Feroe \| 0-1 \| República Checa \| Clasificación Eurocopa 2000 \| 0 \| \| 14-10-1998 \| Teplice \| República Checa \| 4-1 \| Estonia \| Clasificación Eurocopa 2000 \| 1 \| \| 27-03-1999 \| Teplice \| República Checa \| 2-0 \| Lituania \| Clasificación Eurocopa 2000 \| 0 \| \| 31-03-1999 \| Glasgow \| Escocia \| 1-2 \| República Checa \| Clasificación Eurocopa 2000 \| 0 \| \| 28-04-1999 \| Varsovia \| Polonia \| 2-1 \| República Checa \| Amistoso \| 0 \| \| 05-06-1999 \| Tallin \| Estonia \| 0-2 \| República Checa \| Clasificación Eurocopa 2000 \| 0 \| \| 09-06-1999 \| Praga \| República Checa \| 3-2 \| Escocia \| Clasificación Eurocopa 2000 \| 0 \| \| 18-08-1999 \| Drnovice \| República Checa \| 3-0 \| Suiza \| Amistoso \| 0 \| \| 04-09-1999 \| Vilna \| Lituania \| 0-4 \| República Checa \| Clasificación Eurocopa 2000 \| 2 \| \| 08-09-1999 \| Teplice \| República Checa \| 3-0 \| Bosnia y Herzegovina \| Clasificación Eurocopa 2000 \| 0 \| \| 13-11-1999 \| Eindhoven \| Países Bajos \| 1-1 \| República Checa \| Amistoso \| 0 \| \| 23-03-2000 \| Dublín \| Irlanda \| 3-2 \| República Checa \| Amistoso \| 0 \| \| 29-03-2000 \| Teplice \| República Checa \| 3-1 \| Australia \| Amistoso \| 0 \| \| 26-04-2000 \| Praga \| República Checa \| 4-1 \| Israel \| Amistoso \| 2 \| \| 03-06-2000 \| Núremberg \| Alemania \| 3-2 \| República Checa \| Amistoso \| 0 \| \| 11-06-2000 \| Ámsterdam \| Países Bajos \| 1-0 \| República Checa \| Eurocopa 2000 \| 0 \| \| 16-06-2000 \| Brujas \| República Checa \| 1-2 \| Francia \| Eurocopa 2000 \| 0 \| \| 21-06-2000 \| Lieja \| Dinamarca \| 0-2 \| República Checa \| Eurocopa 2000 \| 0 \| \| 02-09-2000 \| Sofía \| Bulgaria \| 0-1 \| República Checa \| Clasificación Mundial 2002 \| 0 \| \| 07-10-2000 \| Teplice \| República Checa \| 4-0 \| Islandia \| Clasificación Mundial 2002 \| 2 \| \| 11-10-2000 \| La Valeta \| Malta \| 0-0 \| República Checa \| Clasificación Mundial 2002 \| 0 \| \| 28-02-2001 \| Skopie \| Macedonia del Norte \| 1-1 \| República Checa \| Clasificación Mundial 2002 \| 0 \| \| 24-03-2001 \| Belfast \| Irlanda del Norte \| 0-1 \| República Checa \| Clasificación Mundial 2002 \| 1 \| \| 28-03-2001 \| Praga \| República Checa \| 0-0 \| Dinamarca \| Clasificación Mundial 2002 \| 0 \| \| 25-04-2001 \| Praga \| República Checa \| 1-1 \| Bélgica \| Amistoso \| 0 \| \| 02-06-2001 \| Copenhague \| Dinamarca \| 2-1 \| República Checa \| Clasificación Mundial 2002 \| 0 \| \| 02-06-2001 \| Teplice \| República Checa \| 3-1 \| Irlanda del Norte \| Clasificación Mundial 2002 \| 0 \| \| 15-08-2001 \| Drnovice \| República Checa \| 5-0 \| Corea del Sur \| Amistoso \| 1 \| \| 01-09-2001 \| Reikiavik \| Islandia \| 3-1 \| República Checa \| Clasificación Mundial 2002 \| 0 \| \| 06-10-2001 \| Praga \| República Checa \| 6-0 \| Bulgaria \| Clasificación Mundial 2002 \| 2 \| \| 10-11-2001 \| Bruselas \| Bélgica \| 1-0 \| República Checa \| Clasificación Mundial 2002 \| 0 \| \| 14-11-2001 \| Praga \| República Checa \| 0-1 \| Bélgica \| Clasificación Mundial 2002 \| 0 \| \| 13-02-2002 \| Limasol \| Chipre \| 3-4 \| República Checa \| Amistoso \| 0 \| \| 17-04-2002 \| Ioánina \| Grecia \| 0-0 \| República Checa \| Amistoso \| 0 \| \| 21-08-2002 \| Olomouc \| República Checa \| 4-1 \| Eslovaquia \| Amistoso \| 0 \| \| 06-09-2002 \| Praga \| República Checa \| 5-0 \| Serbia \| Amistoso \| 0 \| \| 16-10-2002 \| Teplice \| República Checa \| 2-0 \| Bielorrusia \| Clasificación Eurocopa 2004 \| 0 \| \| 20-11-2002 \| Teplice \| República Checa \| 3-3 \| Suecia \| Amistoso \| 0 \| \| 12-02-2003 \| Saint-Denis \| Francia \| 0-2 \| República Checa \| Amistoso \| 0 \| \| 29-03-2003 \| Róterdam \| Países Bajos \| 1-1 \| República Checa \| Clasificación Eurocopa 2004 \| 0 \| \| 02-04-2003 \| Praga \| República Checa \| 4-0 \| Austria \| Clasificación Eurocopa 2004 \| 1 \| \| 11-06-2003 \| Olomouc \| República Checa \| 5-0 \| Moldavia \| Clasificación Eurocopa 2004 \| 0 \| \| 06-09-2003 \| Minsk \| Bielorrusia \| 1-3 \| República Checa \| Clasificación Eurocopa 2004 \| 1 \| \| 10-09-2003 \| Praga \| República Checa \| 3-1 \| Países Bajos \| Clasificación Eurocopa 2004 \| 0 \| \| 11-10-2003 \| Viena \| Austria \| 2-3 \| República Checa \| Clasificación Eurocopa 2004 \| 0 \| \| 12-11-2003 \| Teplice \| República Checa \| 5-1 \| Canadá \| Amistoso \| 0 \| \| 18-02-2004 \| Palermo \| Italia \| 2-2 \| República Checa \| Amistoso \| 0 \| \| 31-03-2004 \| Dublín \| Irlanda \| 1-2 \| República Checa \| Amistoso \| 0 \| \| 28-04-2004 \| Praga \| República Checa \| 0-1 \| Japón \| Amistoso \| 0 \| \| 02-06-2004 \| Praga \| República Checa \| 3-1 \| Bulgaria \| Amistoso \| 0 \| \| 06-06-2004 \| Teplice \| República Checa \| 2-0 \| Estonia \| Amistoso \| 0 \| \| 15-06-2004 \| Aveiro \| República Checa \| 2-1 \| Letonia \| Eurocopa 2004 \| 0 \| \| 19-06-2004 \| Aveiro \| Países Bajos \| 2-3 \| República Checa \| Eurocopa 2004 \| 0 \| \| 27-06-2004 \| Oporto \| República Checa \| 3-0 \| Dinamarca \| Eurocopa 2004 \| 0 \| \| 01-07-2004 \| Oporto \| Grecia \| 1-0 \| República Checa \| Eurocopa 2004 \| 0 \| \| 12-11-2005 \| Oslo \| Noruega \| 0-1 \| República Checa \| Clasificación Mundial 2006 \| 0 \| \| 16-11-2005 \| Praga \| República Checa \| 1-0 \| Noruega \| Clasificación Mundial 2006 \| 0 \| \| 26-05-2006 \| Innsbruck \| Arabia Saudita \| 0-2 \| República Checa \| Amistoso \| 0 \| \| 03-06-2006 \| Praga \| República Checa \| 3-0 \| Trinidad y Tobago \| Amistoso \| 1 \| \| 12-06-2006 \| Gelsenkirchen \| Estados Unidos \| 0-3 \| República Checa \| Copa Mundial de Fútbol de 2006 \| 0 \| \| 17-06-2006 \| Colonia \| República Checa \| 0-2 \| Ghana \| Copa Mundial de Fútbol de 2006 \| 0 \| \| 22-06-2006 \| Hamburgo \| República Checa \| 0-2 \| Italia \| Copa Mundial de Fútbol de 2006 \| 0 \| \| 16-08-2006 \| Uherské Hradiště \| República Checa \| 1-3 \| Serbia \| Amistoso \| 0 \| \| Total \| \| Presencias \| 91 \| \| Goles \| 18 \| |                  |                        |           |                      |                                |       |
| Fecha | Ciudad           | Local                  | Resultado | Visitante            | Competencia                    | Goles |
| 05-06-1994 | Dublín           | Irlanda                | 1-3       | República Checa      | Amistoso                       | 0     |
| 16-08-1995 | Oslo             | Noruega                | 1-1       | República Checa      | Clasificación Eurocopa 1996    | 0     |
| 06-09-1995 | Praga            | República Checa        | 2-0       | Noruega              | Clasificación Eurocopa 1996    | 0     |
| 07-10-1995 | Minsk            | Bielorrusia            | 0-2       | República Checa      | Clasificación Eurocopa 1996    | 0     |
| 15-11-1995 | Praga            | República Checa        | 3-0       | Luxemburgo           | Clasificación Eurocopa 1996    | 0     |
| 26-03-1996 | Ostrava          | República Checa        | 3-0       | Turquía              | Amistoso                       | 0     |
| 24-04-1996 | Praga            | República Checa        | 2-0       | Irlanda              | Amistoso                       | 0     |
| 29-05-1996 | Salzburgo        | Austria                | 1-0       | República Checa      | Amistoso                       | 0     |
| 01-06-1996 | Basilea          | Suiza                  | 1-2       | República Checa      | Amistoso                       | 0     |
| 09-06-1996 | Mánchester       | Alemania               | 2-0       | República Checa      | Eurocopa 1996                  | 0     |
| 14-06-1996 | Liverpool        | República Checa        | 2-1       | Italia               | Eurocopa 1996                  | 1     |
| 19-06-1996 | Liverpool        | Rusia                  | 3-3       | República Checa      | Eurocopa 1996                  | 0     |
| 26-06-1996 | Mánchester       | Francia                | 0-0 / 5-6 | República Checa      | Eurocopa 1996                  | 0     |
| 30-06-1996 | Londres          | Alemania               | 2-1       | República Checa      | Eurocopa 1996                  | 0     |
| 18-09-1996 | Teplice          | República Checa        | 6-0       | Malta                | Clasificación Mundial 1998     | 1     |
| 09-10-1996 | Praga            | República Checa        | 0-0       | España               | Clasificación Mundial 1998     | 0     |
| 10-11-1996 | Belgrado         | Serbia                 | 1-0       | República Checa      | Clasificación Mundial 1998     | 0     |
| 26-02-1997 | Poděbrady        | República Checa        | 4-1       | Bielorrusia          | Amistoso                       | 0     |
| 02-04-1997 | Praga            | República Checa        | 1-2       | Serbia               | Clasificación Mundial 1998     | 0     |
| 08-06-1997 | Valladolid       | España                 | 1-0       | República Checa      | Clasificación Mundial 1998     | 0     |
| 20-08-1997 | Teplice          | República Checa        | 2-0       | Islas Feroe          | Clasificación Mundial 1998     | 0     |
| 26-08-1997 | Bratislava       | Eslovaquia             | 2-1       | República Checa      | Clasificación Mundial 1998     | 0     |
| 13-12-1997 | Riad             | Sudáfrica              | 2-2       | República Checa      | Copa Confederaciones 1997      | 0     |
| 15-12-1997 | Riad             | República Checa        | 1-2       | Uruguay              | Copa Confederaciones 1997      | 0     |
| 17-12-1997 | Riad             | Emiratos Árabes Unidos | 1-6       | República Checa      | Copa Confederaciones 1997      | 2     |
| 19-12-1997 | Riad             | Brasil                 | 2-0       | República Checa      | Copa Confederaciones 1997      | 0     |
| 21-12-1997 | Riad             | República Checa        | 1-0       | Uruguay              | Copa Confederaciones 1997      | 0     |
| 19-08-1998 | Praga            | República Checa        | 1-0       | Dinamarca            | Amistoso                       | 0     |
| 06-09-1998 | Toftir           | Islas Feroe            | 0-1       | República Checa      | Clasificación Eurocopa 2000    | 0     |
| 14-10-1998 | Teplice          | República Checa        | 4-1       | Estonia              | Clasificación Eurocopa 2000    | 1     |
| 27-03-1999 | Teplice          | República Checa        | 2-0       | Lituania             | Clasificación Eurocopa 2000    | 0     |
| 31-03-1999 | Glasgow          | Escocia                | 1-2       | República Checa      | Clasificación Eurocopa 2000    | 0     |
| 28-04-1999 | Varsovia         | Polonia                | 2-1       | República Checa      | Amistoso                       | 0     |
| 05-06-1999 | Tallin           | Estonia                | 0-2       | República Checa      | Clasificación Eurocopa 2000    | 0     |
| 09-06-1999 | Praga            | República Checa        | 3-2       | Escocia              | Clasificación Eurocopa 2000    | 0     |
| 18-08-1999 | Drnovice         | República Checa        | 3-0       | Suiza                | Amistoso                       | 0     |
| 04-09-1999 | Vilna            | Lituania               | 0-4       | República Checa      | Clasificación Eurocopa 2000    | 2     |
| 08-09-1999 | Teplice          | República Checa        | 3-0       | Bosnia y Herzegovina | Clasificación Eurocopa 2000    | 0     |
| 13-11-1999 | Eindhoven        | Países Bajos           | 1-1       | República Checa      | Amistoso                       | 0     |
| 23-03-2000 | Dublín           | Irlanda                | 3-2       | República Checa      | Amistoso                       | 0     |
| 29-03-2000 | Teplice          | República Checa        | 3-1       | Australia            | Amistoso                       | 0     |
| 26-04-2000 | Praga            | República Checa        | 4-1       | Israel               | Amistoso                       | 2     |
| 03-06-2000 | Núremberg        | Alemania               | 3-2       | República Checa      | Amistoso                       | 0     |
| 11-06-2000 | Ámsterdam        | Países Bajos           | 1-0       | República Checa      | Eurocopa 2000                  | 0     |
| 16-06-2000 | Brujas           | República Checa        | 1-2       | Francia              | Eurocopa 2000                  | 0     |
| 21-06-2000 | Lieja            | Dinamarca              | 0-2       | República Checa      | Eurocopa 2000                  | 0     |
| 02-09-2000 | Sofía            | Bulgaria               | 0-1       | República Checa      | Clasificación Mundial 2002     | 0     |
| 07-10-2000 | Teplice          | República Checa        | 4-0       | Islandia             | Clasificación Mundial 2002     | 2     |
| 11-10-2000 | La Valeta        | Malta                  | 0-0       | República Checa      | Clasificación Mundial 2002     | 0     |
| 28-02-2001 | Skopie           | Macedonia del Norte    | 1-1       | República Checa      | Clasificación Mundial 2002     | 0     |
| 24-03-2001 | Belfast          | Irlanda del Norte      | 0-1       | República Checa      | Clasificación Mundial 2002     | 1     |
| 28-03-2001 | Praga            | República Checa        | 0-0       | Dinamarca            | Clasificación Mundial 2002     | 0     |
| 25-04-2001 | Praga            | República Checa        | 1-1       | Bélgica              | Amistoso                       | 0     |
| 02-06-2001 | Copenhague       | Dinamarca              | 2-1       | República Checa      | Clasificación Mundial 2002     | 0     |
| 02-06-2001 | Teplice          | República Checa        | 3-1       | Irlanda del Norte    | Clasificación Mundial 2002     | 0     |
| 15-08-2001 | Drnovice         | República Checa        | 5-0       | Corea del Sur        | Amistoso                       | 1     |
| 01-09-2001 | Reikiavik        | Islandia               | 3-1       | República Checa      | Clasificación Mundial 2002     | 0     |
| 06-10-2001 | Praga            | República Checa        | 6-0       | Bulgaria             | Clasificación Mundial 2002     | 2     |
| 10-11-2001 | Bruselas         | Bélgica                | 1-0       | República Checa      | Clasificación Mundial 2002     | 0     |
| 14-11-2001 | Praga            | República Checa        | 0-1       | Bélgica              | Clasificación Mundial 2002     | 0     |
| 13-02-2002 | Limasol          | Chipre                 | 3-4       | República Checa      | Amistoso                       | 0     |
| 17-04-2002 | Ioánina          | Grecia                 | 0-0       | República Checa      | Amistoso                       | 0     |
| 21-08-2002 | Olomouc          | República Checa        | 4-1       | Eslovaquia           | Amistoso                       | 0     |
| 06-09-2002 | Praga            | República Checa        | 5-0       | Serbia               | Amistoso                       | 0     |
| 16-10-2002 | Teplice          | República Checa        | 2-0       | Bielorrusia          | Clasificación Eurocopa 2004    | 0     |
| 20-11-2002 | Teplice          | República Checa        | 3-3       | Suecia               | Amistoso                       | 0     |
| 12-02-2003 | Saint-Denis      | Francia                | 0-2       | República Checa      | Amistoso                       | 0     |
| 29-03-2003 | Róterdam         | Países Bajos           | 1-1       | República Checa      | Clasificación Eurocopa 2004    | 0     |
| 02-04-2003 | Praga            | República Checa        | 4-0       | Austria              | Clasificación Eurocopa 2004    | 1     |
| 11-06-2003 | Olomouc          | República Checa        | 5-0       | Moldavia             | Clasificación Eurocopa 2004    | 0     |
| 06-09-2003 | Minsk            | Bielorrusia            | 1-3       | República Checa      | Clasificación Eurocopa 2004    | 1     |
| 10-09-2003 | Praga            | República Checa        | 3-1       | Países Bajos         | Clasificación Eurocopa 2004    | 0     |
| 11-10-2003 | Viena            | Austria                | 2-3       | República Checa      | Clasificación Eurocopa 2004    | 0     |
| 12-11-2003 | Teplice          | República Checa        | 5-1       | Canadá               | Amistoso                       | 0     |
| 18-02-2004 | Palermo          | Italia                 | 2-2       | República Checa      | Amistoso                       | 0     |
| 31-03-2004 | Dublín           | Irlanda                | 1-2       | República Checa      | Amistoso                       | 0     |
| 28-04-2004 | Praga            | República Checa        | 0-1       | Japón                | Amistoso                       | 0     |
| 02-06-2004 | Praga            | República Checa        | 3-1       | Bulgaria             | Amistoso                       | 0     |
| 06-06-2004 | Teplice          | República Checa        | 2-0       | Estonia              | Amistoso                       | 0     |
| 15-06-2004 | Aveiro           | República Checa        | 2-1       | Letonia              | Eurocopa 2004                  | 0     |
| 19-06-2004 | Aveiro           | Países Bajos           | 2-3       | República Checa      | Eurocopa 2004                  | 0     |
| 27-06-2004 | Oporto           | República Checa        | 3-0       | Dinamarca            | Eurocopa 2004                  | 0     |
| 01-07-2004 | Oporto           | Grecia                 | 1-0       | República Checa      | Eurocopa 2004                  | 0     |
| 12-11-2005 | Oslo             | Noruega                | 0-1       | República Checa      | Clasificación Mundial 2006     | 0     |
| 16-11-2005 | Praga            | República Checa        | 1-0       | Noruega              | Clasificación Mundial 2006     | 0     |
| 26-05-2006 | Innsbruck        | Arabia Saudita         | 0-2       | República Checa      | Amistoso                       | 0     |
| 03-06-2006 | Praga            | República Checa        | 3-0       | Trinidad y Tobago    | Amistoso                       | 1     |
| 12-06-2006 | Gelsenkirchen    | Estados Unidos         | 0-3       | República Checa      | Copa Mundial de Fútbol de 2006 | 0     |
| 17-06-2006 | Colonia          | República Checa        | 0-2       | Ghana                | Copa Mundial de Fútbol de 2006 | 0     |
| 22-06-2006 | Hamburgo         | República Checa        | 0-2       | Italia               | Copa Mundial de Fútbol de 2006 | 0     |
| 16-08-2006 | Uherské Hradiště | República Checa        | 1-3       | Serbia               | Amistoso                       | 0     |
| Total |                  | Presencias             | 91        |                      | Goles                          | 18    |

#### Resumen estadístico
| Competición           | Partidos | Goles | Promedio |
| --------------------- | -------- | ----- | -------- |
| Primera División      | 469      | 99    | 0,21     |
| Segunda División      | 33       | 11    | 0,33     |
| Copas nacionales      | 49       | 8     | 0,16     |
| Copas internacionales | 119      | 29    | 0,24     |
| Selección Checa       | 91       | 18    | 0,20     |
| Total                 | 761      | 165   | 0,22     |

## Palmarés

#### Títulos nacionales
| Título                             | Club           | País            | Año     |
| ---------------------------------- | -------------- | --------------- | ------- |
| Primera División de Checoslovaquia | Sparta Praga   | Checoslovaquia  | 1992-93 |
| Gambrinus liga                     | Sparta Praga   | República Checa | 1993-94 |
| Gambrinus liga                     | Sparta Praga   | República Checa | 1994-95 |
| Copa de la República Checa         | Sparta Praga   | República Checa | 1995-96 |
| Copa Italia                        | S. S. Lazio    | Italia          | 1997-98 |
| Supercopa de Italia                | S. S. Lazio    | Italia          | 1998    |
| Serie A                            | S. S. Lazio    | Italia          | 1999-00 |
| Copa Italia                        | S. S. Lazio    | Italia          | 1999-00 |
| Supercopa de Italia                | S. S. Lazio    | Italia          | 2000    |
| Serie A                            | Juventus F. C. | Italia          | 2001-02 |
| Supercopa de Italia                | Juventus F. C. | Italia          | 2002    |
| Serie A                            | Juventus F. C. | Italia          | 2002-03 |
| Supercopa de Italia                | Juventus F. C. | Italia          | 2003    |
| Serie B                            | Juventus F. C. | Italia          | 2006-07 |

#### Títulos internacionales
| Título               | Club        | País   | Año     |
| -------------------- | ----------- | ------ | ------- |
| Recopa de Europa     | S. S. Lazio | Italia | 1998-99 |
| Supercopa de la UEFA | S. S. Lazio | Italia | 1999    |

#### Distinciones individuales
| Distinción                                     | Año  |
| ---------------------------------------------- | ---- |
| Balón de Oro de la República Checa             | 1998 |
| Futbolista Checo del Año                       | 1998 |
| Balón de Oro de la República Checa             | 2000 |
| Futbolista Checo del Año                       | 2000 |
| Balón de Oro de la República Checa             | 2001 |
| Balón de Oro de la República Checa             | 2003 |
| Futbolista Checo del Año                       | 2003 |
| Futbolista Extranjero del Año en la Serie A    | 2003 |
| Futbolista del Año en la Serie A               | 2003 |
| Guerin de Oro                                  | 2003 |
| Balón de Oro                                   | 2003 |
| Premio Sportske Novosti                        | 2003 |
| Equipo del año UEFA                            | 2003 |
| Futbolista Checo de la Década                  | 2003 |
| Centrocampista del Año de la UEFA              | 2003 |
| Premio World Soccer al mejor jugador del mundo | 2003 |
| Premio RSS al mejor futbolista del año         | 2003 |
| Deportista del Año de la República Checa       | 2003 |
| Estrella Deportiva de la Televisión Checa      | 2003 |
| Mejor Jugador de Europa del Este               | 2003 |
| Balón de Oro de la República Checa             | 2004 |
| Futbolista Checo del Año                       | 2004 |
| Golden Foot                                    | 2004 |
| Futbolistas FIFA 100                           | 2004 |
| Equipo ideal de la Eurocopa                    | 2004 |
| Equipo del año UEFA                            | 2004 |
| Mejor Jugador de Europa del Este               | 2004 |
| Premio UEFA al equipo del año                  | 2005 |
| Balón de Oro de la República Checa             | 2009 |
| FAI International Football Awards              | 2012 |

## Trayectoria como dirigente
Tras su retiro recibió ofertas de diferentes clubes, entre ellos el Inter de Milán sin embargo Pavel rechazó el ofrecimiento porque según él no podría vestir una camiseta distinta a la de la Juve. Su agente Mino Raiola también confirmó que recibió propuestas de la Lazio, Chicago Fire, y New York Red Bulls. También se habló de su posible fichaje con el Shabab Al-Ahli, Los Angeles Galaxy, y el Notts County dirigido por su exentrenador en la Lazio, el sueco Sven-Göran Eriksson.
El 12 de octubre de 2010, Exor (la sociedad de inversiones de la familia Agnelli) propuso a Nedvěd para un puesto en el consejo de administración de la Juventus; el 27 del mismo mes, tras la junta de accionistas, Pavel se convirtió oficialmente en uno de los once miembros del consejo administrativo de la sociedad turinesa. El 23 de octubre de 2015 fue nombrado vicepresidente de la Juventus.

## Condecoraciones
| Distinción                              | Año  |
| --------------------------------------- | ---- |
| Medalla al Mérito de la República Checa | 2015 |

## Vida privada
Pavel Nedvěd nació en Cheb, el 30 de agosto de 1972. Es hijo de Vaclav, un granjero, y de Ana, una ama de casa. Contrajo matrimonio a los 21 años de edad con Ivana y tiene dos hijos (Ivana y Pavel). Es aficionado al tenis y al hockey sobre hielo. Participó en un comercial de televisión para promover el esquí en Italia. En el año 2003 se realizó el lanzamiento de su biografía Pavel Nedvěd, el León de Praga escrita por el periodista italiano Bruno Bernardi. A pesar de haber estado dedicado al fútbol durante tanto tiempo tiene un diploma en Agrimensura. Es aficionado a la música de Laura Pausini, Eros Ramazzotti y Shakira y de las películas de Robert De Niro.
En noviembre de 2010, publicó su segundo libro autobiográfico, el cual tituló Mi vida normal. Ese mismo año participó en la Media Maratón de Praga, terminando el recorrido en 1:49:44. En 2012 corrió en la Maratón de Praga, finalizando con un tiempo de 3:50:02. El 1 de diciembre de 2014 fue homenajeado con una estatua de cera por el Museo Grévin de Praga, junto a otras glorias del deporte checo como Petr Čech, Dominik Hašek, Jaromír Jágr, Ivan Lendl, Martina Navrátilová, Roman Šebrle y Emil Zátopek. El 2 de junio de 2018, con motivo del centenario del T. J. Skalná, equipo en el que dio sus primeros pasos en el fútbol, Nedvěd volvió a ser futbolista, siendo fichado por el club y saltando al campo en el partido en casa contra el Baník (1:4); en la ocasión jugó junto a su hijo, Pavel Jr.